# Castelló de Farfanya
Castelló de Farfanya – gmina w Hiszpanii, w prowincji Lleida, w Katalonii, o powierzchni 52,72 km². W 2011 roku gmina liczyła 549 mieszkańców.